# Сальомін
Сальомін (пол. Salomin) — село в Польщі, у гміні Госцерадув Красницького повіту Люблінського воєводства.
Населення — 362 особи (2011).
У 1975-1998 роках село належало до Тарнобжезького воєводства.

## Демографія
Демографічна структура станом на 31 березня 2011 року:
|          | Загалом | Допрацездатний вік | Працездатний вік | Постпрацездатний вік |
| -------- | ------- | ------------------ | ---------------- | -------------------- |
| Чоловіки | 190     | 38                 | 126              | 26                   |
| Жінки    | 172     | 21                 | 94               | 57                   |
| Разом    | 362     | 59                 | 220              | 83                   |